# Рубин, Маттео
Маттео Рубин (итал. Matteo Rubin; 9 июля 1987, Бассано-дель-Граппа) — итальянский футболист, защитник клуба «Реджина».

## Биография
Маттео Рубин воспитанник клуба «Читтаделла», в которой он дебютировал в сезоне 2005/06. В 2007 году Рубин был куплен клубом «Торино». В туринском клубе он дебютировал 25 августа 2007 года в матче с «Лацио» — 2:2.
На национальной уровне Рубин провёл матч за молодёжную сборную Италии до 20 лет, а 12 октября 2007 года сыграл свой первый матч за сборную Италии до 21 года против Хорватии, а через 4 дня в матче с Грецией Рубин получил травму колена, которая вывела его из строя до апреля 2008 года, когда он вышел на поле 13-го числа в матче серии А с «Дженоа».
20 августа 2010 года Рубин перешёл в «Болонью» на правах аренды. В клубе футболист провёл 29 матчей.
6 августа 2011 года Маттео был арендован клубом «Парма» с возможностью первоочередного выкупа контракта защитника.
3 января 2012 года перешёл в «Болонью» на правах полугодичной аренды с возможным правом выкупа.
Летом 2012 года Рубин стал игроком «Сиены». После вылета команды из Серии А был взят в аренду клубом «Эллас Верона», в котором, однако, не сыграл ни одного матча.

## Статистика
| Сезон   | Клуб       | Лига     | Чемпионат | Чемпионат | Кубок | Кубок | Еврокубки | Еврокубки |
| Сезон   | Клуб       | Лига     | Игры      | Голы      | Игры  | Голы  | Игры      | Голы      |
| ------- | ---------- | -------- | --------- | --------- | ----- | ----- | --------- | --------- |
| 2005/06 | Читтаделла | Серия С1 | 6         | 0         | 1     | 0     | 0         | 0         |
| 2006/07 | Читтаделла | Серия С1 | 18        | 0         | 0     | 0     | 0         | 0         |
| 2007/08 | Торино     | Серия А  | 6         | 0         | 0     | 0     | 0         | 0         |
| 2008/09 | Торино     | Серия А  | 27        | 0         | 2     | 0     | 0         | 0         |
| 2009/10 | Торино     | Серия B  | 25        | 1         | 0     | 0     | 0         | 0         |
| 2010/11 | Болонья    | Серия A  | 29        | 0         | 1     | 0     | 0         | 0         |
| 2011/12 | Парма      | Серия A  | 4         | 0         | 2     | 0     | 0         | 0         |
| 2011/12 | Болонья    | Серия A  | 10        | 1         | 0     | 0     | 0         | 0         |
| 2012/13 | Сиена      | Серия A  | 25        | 0         | 1     | 0     | 0         | 0         |